# Straguth
Straguth este o comună din landul Saxonia-Anhalt, Germania.